# Dolors Compte i Llusà
Dolors Compte i Llusà (Reus, Baix Camp, 10 de gener de 1964) és una auxiliar comptable i política catalana, diputada al Congrés dels Diputats en la VII legislatura.

## Biografia
Nascuda el 10 de gener de 1964 en Reus, va estudiar formació professional de primer grau i és auxiliar comptable de professió, exercint en una notaria de Reus. Està afiliada al Partit Popular de Catalunya i, després que Joan Bertomeu i Bertomeu renunciés al seu escó, va ser diputada per la província de Tarragona entre desembre de 2003 i gener de 2004. Com a diputada va ser vocal en la comissió de Ciència i Tecnologia. Dins del partit és secretària general de la junta local de Reus i presidenta comarcal del PP al Baix Camp. Actualment és regidora del PP a l'ajuntament de Reus, càrrec que ostenta des de les eleccions municipals espanyoles de 2003.